# Matvey Dubrovin
Matvey Dubrovin (in russo Матвей Григорьевич Дубровин?; Saratov, 12 luglio 1911 – Leningrado, 22 ottobre 1974) è stato un regista teatrale russo.

## Вiografia
Matvey Dubrovin è nato a Saratov nella famiglia di un sarto (quarto figlio).
Nel 1923, il dodicenne Matvey organizzò il club teatrale del Revolutionary Theatre di Saratov e mise in scena il suo primo spettacolo teatrale «Robin Hood».
All'inizio degli anni '30, Dubrovin finì a Leningrado. Per qualche tempo ha studiato presso la facoltà filologica dell'università. Quindi è entrato nella scuola di teatro del dipartimento di regia. Prima della guerra, era assistente alla regia per la produzione di The Queen of Spades al Meyerhold Small Opera House.
Dal 1939, Dubrovin al fronte. All'inizio della guerra finlandese, guida la squadra di propaganda. Dopo un grave infortunio, fu inviato all'evacuazione nella città di Choruǧ, situata sul «tetto del mondo» (Pamir), per organizzare il primo teatro musicale in Tagikistan. Qui Matvey ha avuto l'idea di creare un teatro per bambini in cui «tutte le persone sarebbero felici ...».

## Attività creativa e pedagogica
Dubrovin ha creato un sistema pedagogico per crescere i bambini attraverso l'arte teatrale. Matvey ha formato un gran numero di noti attori e registi russi di teatro e cinema.
Ritornato a Leningrado nel 1947, Dubrovin iniziò a insegnare ai bambini in quattro ambienti teatrali (un club teatrale nella Casa del cinema, un club teatrale nella Casa della cultura intitolato a Kirov, un club teatrale nella Casa degli insegnanti, un club teatrale nel palazzo intitolato a Pionieri di Leningrado) Lavorare con i bambini diventa il principale occupazione della vita.

## Teatro della creatività giovanile
Nel 1956 Dubrovin creò il principale grutppo teatrale per bambini a Leningrado.
Il 10 novembre 1956 QUI si aprì con la messa in scena dell'opera teatrale di Mikhail Svetlov «Venti anni dopo». Gli studenti del teatro erano molti grandi registi russi, tra cui Lev Dodin e Sergey Solovyov.
Contrariamente al teatro "professionale", costruito come una sorta di verticale, in cui registi e attori sono ai vertici, e laboratori teatrali ai loro piedi, Dubrovin ha creato una scuola di teatro in cui tutti gli attori aiutano a creare uno spettacolo dietro le quinte. Questo salva i giovani attori dalla malattia "stellare". È difficile essere presuntuosi se ti esibisci oggi sul palco e aiuti i tuoi compagni di squadra nel backstage di domani. I partecipanti acquisiscono le competenze di tutte le professioni teatrali e sono pronti a lavorare su spettacoli reali.

## Memoria di Matvey Dubrovin

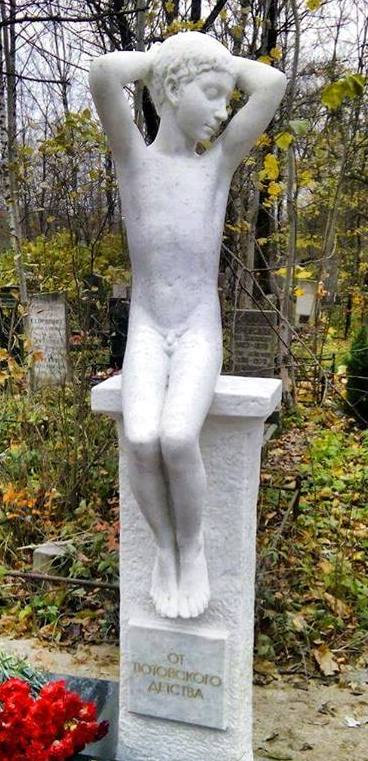
Monumento alla tomba di Matvey Dubrovin con la scritta «Dai bambini del teatro della creatività giovanile»

Monumento alla tomba di Matvey Dubrovin con la scritta «Dai bambini del Teatro della creatività giovanile».
Matvey Dubrovin è morto nel 1974. 
Parole di separazione con Matvey Dubrovin: 
«Cari bambini! Mi è venuta l'idea di un teatro del genere, in cui l'alta creatività è combinata con il lavoro fisico creativo. Sulla base di questo, vengono create relazioni incredibili tra compagni che fanno una cosa comune. Pubblico e privato è diventato uno per ogni partecipante. Ti insegna ad essere così necessario per le persone! Questo crea felicità per tutti e per gli altri. Ho creato un teatro del genere per te e per la società. Non ho avuto il tempo di portarlo alla perfezione, anche se ho fatto tutto il possibile per questo».